# Nadia Stacey
Nadia Stacey (...) è una truccatrice britannica, vincitrice del Premio Oscar al miglior trucco e acconciatura per Povere creature!.

## Biografia
Nadia Stacey ha iniziato a lavorare come truccatrice per Yorkshire TV di ITV. Successivamente ha lavorato per alcune produzioni teatrali. Nel 2006 ha lavorato al film Diario di uno scandalo di Richard Eyre. Nel 2019 ha vinto il Premio BAFTA al miglior trucco e acconciatura per La favorita di Yorgos Lanthimos. Nel 2022 ha ricevuto la sua prima candidatura al Premio Oscar per Crudelia. Nel 2024 ha vinto l'Oscar per il miglior trucco e acconciatura per Povere creature!.

## Filmografia

### Cinema
- Diario di uno scandalo (Notes on a Scandal), regia di Richard Eyre (2006)
- Exodus, regia di Penny Woolcock (2007)
- Harry Brown, regia di Daniel Barber (2009)
- Sherlock Holmes, regia di Guy Ritchie (2009)
- Wolfman, regia di Joe Johnston (2010)
- Green Zone, regia di Paul Greengrass (2010)
- Prince of Persia - Le sabbie del tempo (Prince of Persia: The Sands of Time), regia di Mike Newell (2010)
- Bonded by Blood, regia di Sacha Bennett (2010)
- I fantastici viaggi di Gulliver (Gulliver's Travels), regia di Rob Letterman (2010)
- Tirannosauro (Tyrannosaur), regia di Paddy Considine (2011)
- Blitz, regia di Elliott Lester (2011)
- Harry Potter e i Doni della Morte - Parte 2 (Harry Potter and the Deathly Hallows – Part 2), regia di David Yates (2011)
- Captain America - Il primo Vendicatore (Captain America: The First Avenger), regia di Joe Johnston (2011)
- War Horse, regia di Steven Spielberg (2011)
- John Carter, regia di Andrew Stanton (2012)
- Outside Bet, regia di Sacha Bennett (2012)
- Killer in viaggio (Sightseers), regia di Ben Wheatley (2012)
- A Fantastic Fear of Everything, regia di Crispian Mills (2012)
- Borrowed Time, regia di Jules Bishop (2012)
- Spike Island, regia di Mat Whitecross (2012)
- In Fear, regia di Jeremy Lovering (2013)
- 47 Ronin, regia di Carl Erik Rinsch (2013)
- Pride, regia di Matthew Warchus (2014)
- Bill, regia di Richard Bracewell (2015)
- Eddie the Eagle - Il coraggio della follia (Eddie the Eagle), regia di Dexter Fletcher (2015)
- La ragazza che sapeva troppo (The Girl with All the Gifts), regia di Colm McCarthy (2016)
- L'altra metà della storia (The Sense of an Ending), regia di Ritesh Batra (2017)
- Williams, regia di Morgan Matthews (2017)
- Beast, regia di Michael Pearce (2017)
- Journeyman, regia di Paddy Considine (2017)
- La favorita (The Favourite), regia di Yorgos Lanthimos (2018)
- Teen Spirit - A un passo dal sogno (Teen Spirit), regia di Max Minghella (2018)
- Official Secrets - Segreto di stato (Official Secrets), regia di Gavin Hood (2019)
- Tolkien, regia di Dome Karukoski (2019)
- The Father - Nulla è come sembra (The Father), regia di Florian Zeller (2020)
- Il giardino segreto (The Secret Garden), regia di Marc Munden (2020)
- Crudelia (Cruella), regia di Craig Gillespie (2021)
- Tutti parlano di Jamie (Everybody's Talking About Jamie), regia di Jonathan Butterell (2021)
- Secret Love (Mothering Sunday), regia di Eva Husson (2021)
- True Things, regia di Harry Wootliff (2021)
- Living, regia di Oliver Hermanus (2022)
- Omicidio nel West End (See How They Run), regia di Tom George (2022)
- The Almond and the Seahorse, regia di Celyn Jones e Tom Stern (2022)
- Povere creature! (Poor Things), regia di Yorgos Lanthimos (2023)
- Bob Marley - One Love, regia di Reinaldo Marcus Green (2024)

### Televisione
- The Commander: The Devil You Know, regia di Ashley Pearce - film TV (2007)
- The Commander: The Fraudster, regia di David Caffrey - film TV (2007)
- The Commander: Windows of the Soul, regia di Jane Prowse - film TV (2007)
- The Dinner Party, regia di Tony Grounds - film TV (2007)
- The Commander: Abduction, regia di Gillies MacKinnon - film TV (2008)
- Trial & Retribution - serie TV, 6 episodi (2008-2009)
- Runaway - miniserie TV, 3 episodi (2009)
- Holby City - serie TV, 2 episodi (2009)
- This Is England '86 - miniserie TV, 4 episodi (2010)
- Downton Abbey - serie TV, 7 episodi (2010)
- Above Suspicion - serie TV, 6 episodi (2010-2011)
- Case Sensitive - serie TV, 2 episodi (2011)
- First Cut - serie TV, episodio 6x01 (2011)
- This Is England '88 - miniserie TV, 3 episodi (2011)
- The Fear - serie TV, 4 episodi (2012)
- Mayday - miniserie TV, 5 episodi (2013)
- In the Flesh - serie TV, 3 episodi (2013)
- The Suspicions of Mr Whicher - serie TV, 3 episodi (2013-2014)
- Spotless - serie TV, 3 episodi (2015)
- NW, regia di Saul Dibb - film TV (2016)
- Devs - miniserie TV, 8 episodi (2020)

### Cortometraggi
- Bleach, regia di Lynsey Miller (2010)
- Sons of Atom, regia di Adam Butcher (2012)
- Heart of Nowhere, regia di Charlie Fink (2013)
- Emotional Fusebox, regia di Rachel Tunnard (2014)

### Videoclip
- A New Bohemia - Pet Shop Boys (2024)

## Riconoscimenti
- Premio Oscar
  - 2022 - Candidatura al miglior trucco e acconciatura per Crudelia
  - 2024 - Miglior trucco e acconciatura per Povere creature!
- Premi BAFTA
  - 2019 - Miglior trucco e acconciatura per La favorita
  - 2022 - Candidatura al miglior trucco e acconciatura per Crudelia
  - 2024 - Miglior trucco e acconciatura per Povere creature!